# Mezium sulcatum
Mezium sulcatum is een keversoort uit de familie klopkevers (Ptinidae). De wetenschappelijke naam van de soort werd in 1781 gepubliceerd door Johann Christian Fabricius.